# Pornogrind
Pornogrind (również porngrind, rzadziej grindporn lub pornogore) – podgatunek stylu grindcore wywodzący się z jego ekstremalnej wersji goregrind. Zespoły wykonujące ten rodzaj muzyki opierają warstwę liryczną, tematykę teledysków, image zespołu a także okładki albumów na wszelkich rodzajach wynaturzonego seksu jak sadomasochizm, koprofilia, nekrofilia i rozmaite parafilie.

## Charakterystyka
Pornogrind, pochodzący od goregrind i bardzo do niego podobny, minimalnie wolniejszy, bardziej melodyjny i rockowy, przede wszystkim odróżnia się od wyjściowego gatunku ukierunkowaniem całego spektrum twórczości na tematykę koncentrującą się wokół seksu. Charakterystyczne są też dla tego gatunku unikalne pornograficzne intra płyt oraz samych utworów, często niemające nic wspólnego z muzyką grindcore. Ze względu na fakt, że w jak w prawie każdym podgatunku grindcore wokal jest odhumanizowany (często elektronicznie przesterowany) czyli praktycznie niezrozumiały, a co za tym idzie przekaz psychopatycznych treści bardzo utrudniony, zespoły koncentrują się na szokujących tytułach utworów oraz odbiorze wizualnym obejmującym nie tylko obsceniczne okładki wydawanych albumów, treści teledysków realizowanych do utworów, ale także wizualizacjach prezentowanych na telebimach podczas koncertów. Jeden z najbardziej znanych magazynów muzycznych zajmujących się muzyką ekstremalną angielski Zero Tolerance określił ten styl wraz z goregrindem i deathgrindem "to najbardziej perwersyjny styl w muzyce, znajdziemy w nim dozę rynsztokowego groove oraz wokal rodem wprost z toalety". Krytycy gatunku, wśród nich Natalie Purcell w swojej książce Death Metal Music: The Passion and Politics of a Subculture sugerują, że pornogrind jest definiowany wyłącznie na podstawie jego treści lirycznej i unikalnego przekazu wizualnego, koncentrującego się na treściach pornograficznych.
Styl został zapoczątkowany jednocześnie w Stanach Zjednoczonych i Niemczech. Do prekursorów gatunku należą amerykański Meat Shits oraz niemieckie zespoły GUT i Cock and Ball Torture Zespoły te poświęcały nawet niektóre utwory znanym gwiazdom porno. Początkowo traktowane jako ciekawostka, od połowy pierwszej dekady XXI w. zyskały sporą popularność dzięki mediom internetowym takim jak YouTube, a przede wszystkim powstałym na całym świecie festiwalom muzyki ekstremalnej. Takie festiwale jak Obscene Extreme, Fekal Party, Death Fest czy Maryland Deathfest rokrocznie przyciągają tłumy fanów tego typu muzyki przyczyniając się do popularyzacji gatunku.

## Reprezentanci gatunku
- GUT
- Cock and Ball Torture
- Torsofuck
- Carnal Diafragma
- Meat Shits
- Rompeprop
- Spasm
- Rectal Smegma
- Cemetery Rapist
- Moñigo
- Ultimo Mondo Cannibale
- Urtikaria Anal
- Gore N Carnage
- C.A.R.N.E
- P.R.O.S.T.I.T.U.T.A
- Gronibard
- Paracoccidioidomicosisproctitissarcomucosis
- Mucupurulent
- Infected Pussy
- Vulvulator
- Sperm Overdose
- SpermBloodShit
- Vaginal Diarrhoea
- Анальные дети